# DIC Corporation
DIC Corporation (DIC株式会社, DIC Kabushiki-gaisha) est une entreprise chimique japonaise, spécialisée dans le développement, la fabrication et la vente d'encres, de pigments, de polymères, de plastiques spécialisés et de composés biochimiques.
Le slogan de la société Color & Comfort By Chemistry (« Couleur et Confort par la Chimie ») met en avant que les produits de DIC apportent de la couleur et du confort dans la vie quotidienne.
L'entreprise est cotée à la Bourse de Tokyo.

## Historique
Elle a été fondée en 1908 sous le nom de Kawamura Ink Manufactory, appelée d'après Kawamura Kijuro Shoten en 1915, puis Dainippon Printing Ink Manufacturing en 1937 et Dainippon Ink and Chemicals (DIC) en 1962 avant que son nom devienne l'actuel DIC Corporation en 2008 à l'occasion de son 100e anniversaire.
- 1950 : Cotée à la Bourse de Tokyo
- 1962 : Fusionnée avec Japan Reichhold, nom de société changé pour Dainippon Ink and Chemicals
- 1986 : Acquiert le Département des Arts graphiques matériels de Sun Chemical
- 1987 : Acquiert Reichhold Chemicals, Inc.
- 1999 : Acquiert le Département d'encres d'impressions de Total S.A.
- 2005 : Revend Reichhold
- 2008 : Change le nom de la société pour DIC Corporation
- 2009 : Crée DIC Graphics, coentreprise avec Dai Nippon Printing (DNP) intégrant les activités d'encres d'impression grand public de DIC et de DNP
- 2017 : Entrée dans le capital et alliance commerciale avec Taiyo Holdings co., ltd.
- 2021 : Acquiert le segment des pigments de BASF ("BASF Colors & Effects")

## Implantations
La société opère mondialement (à travers 189 filiales et sociétés affiliées dans 62 pays) dont la société Sun Chemical (plus gros producteur d'encre au monde), aux Amériques et en Europe.
Au Japon, DIC possède dix usines, implantées à Tokyo, Chiba, Hokuriku, Sakai, Kashima, Yokkaichi, Shiga, Komaki, Saitama, et Tatebayashi. Le principal laboratoire de recherche au Japon est situé à Sakura (Chiba) et collabore avec les centres de développement DIC en Chine (Qingdao DIC Finechemicals Co., Ltd., Qingdao, Chine) et les laboratoires de recherche du Groupe Sun Chemical (aux États-Unis, en Allemagne et au Royaume-Uni).

## Activités et produits
DIC est divisée en quatre unités d'affaires : Encres d'impression, Chimie fine, Polymères et Matériels d'application.
- Encres d'impression
  - Encres offset, encres de gravure, encres flexo, enduction de cannettes, encres de journaux, adhésifs d'emballage et fournitures d'imprimerie[5].
- Chimie fine
  - Pigments organiques, matériaux à cristaux liquides, alkylphénols, carboxylates métalliques, composés sulfurisés, lubrifiants (additifs)[6].
- Polymères
  - Polymères génériques (résines alkydes, résines polyesters insaturées, plastifiants, résines aqueuses, résines acryliques, résines PF, polystyrène).
  - Polymères spécialisés (résines époxyde, résines durcissables aux ultraviolets, résines polyuréthanes, fluoropolymères[7]).
- Matériels d'application
  - Composés liquides (jets d'encre, teintures de fibre et textile, enduction pour matériaux d'intérieur, revêtement durcissant aux ultraviolets et fixation et collage pour disques optiques).
  - Composés solides (composés PPS, composés haute performance, colorants plastiques, matériau optique de haute performance, films optiques multicouches coextrudés).
  - Produits transformés (matériau composite (SMC), containers et palettes plastiques, ruban adhésif industriel, étiquettes pour impression, étiquettes et stickers, feuilles magnétiques, panneaux et systèmes décoratifs, module de filtrage de fibre creuse, spiruline (complément alimentaire))[8].

### Système colorimétrique de DIC
Le système colorimétrique de DIC est un système de tons directs, basé sur le nuancier de Munsell. Il est répandu au Japon, et comparable dans son emploi aux systèmes de Pantone systems – l'autre système commun au Japon est celui de Toyo Ink.

## Activités culturelles
- DIC possède 47,7 % de la chaîne de clubs sportifs Renaissance[10].
- En 1990, la société a établi le Kawamura Memorial DIC Museum of Art pour exposer les œuvres d'art collectionnées par la société et ses filiales. Le musée est situé dans un parc de trente hectares près de ses laboratoires de recherche centraux.

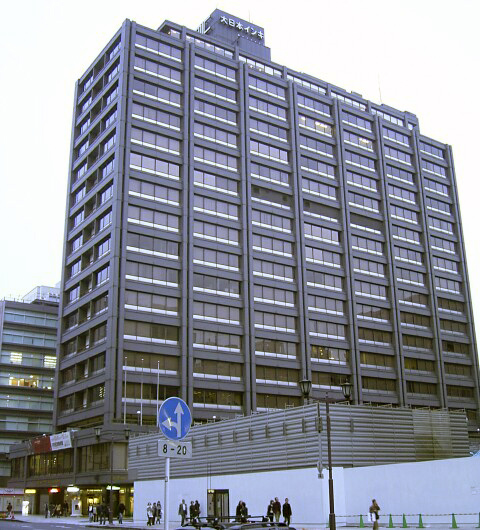
Siège social de DIC à Tokyo
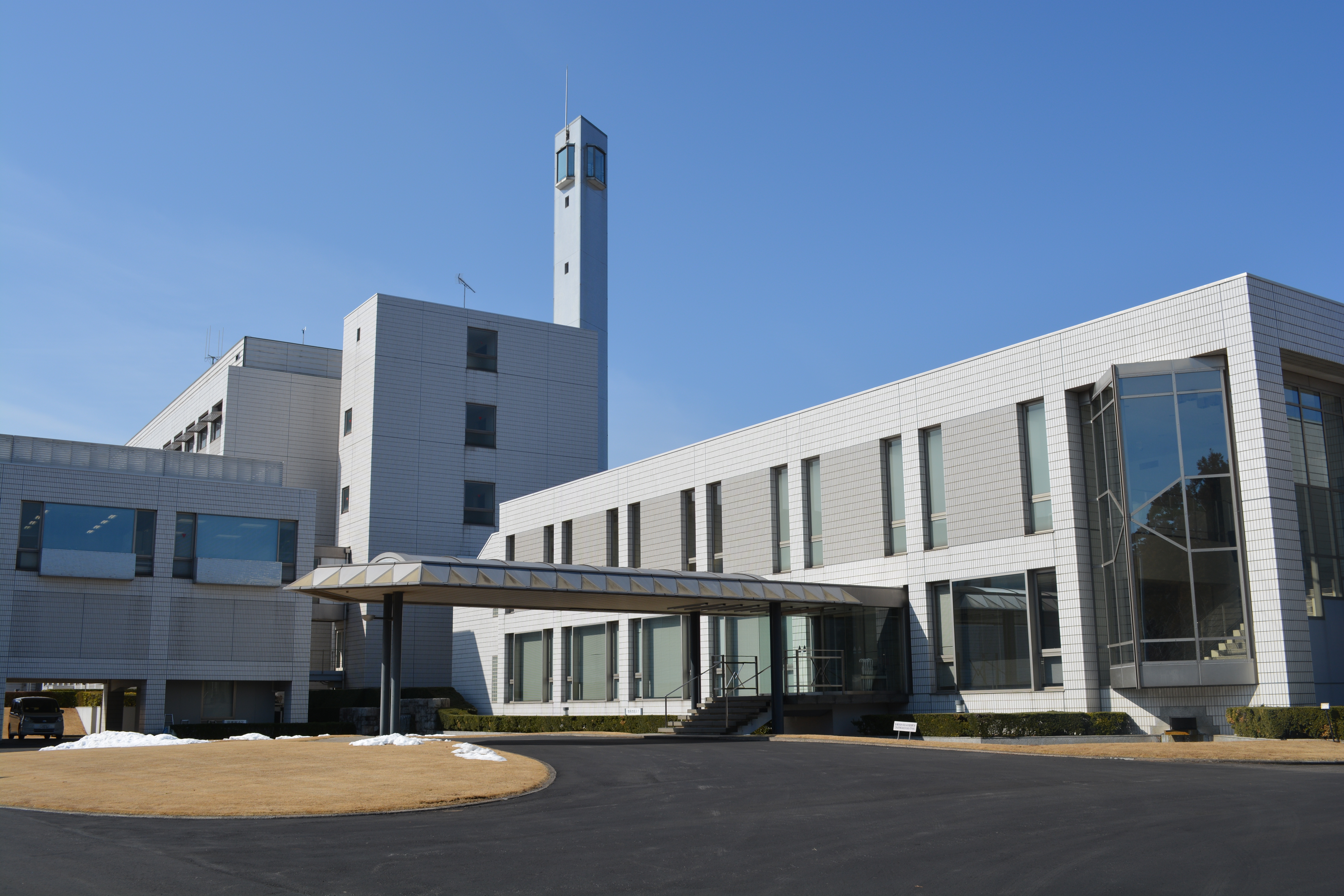
Laboratoires de recherche centraux de DIC à Sakura
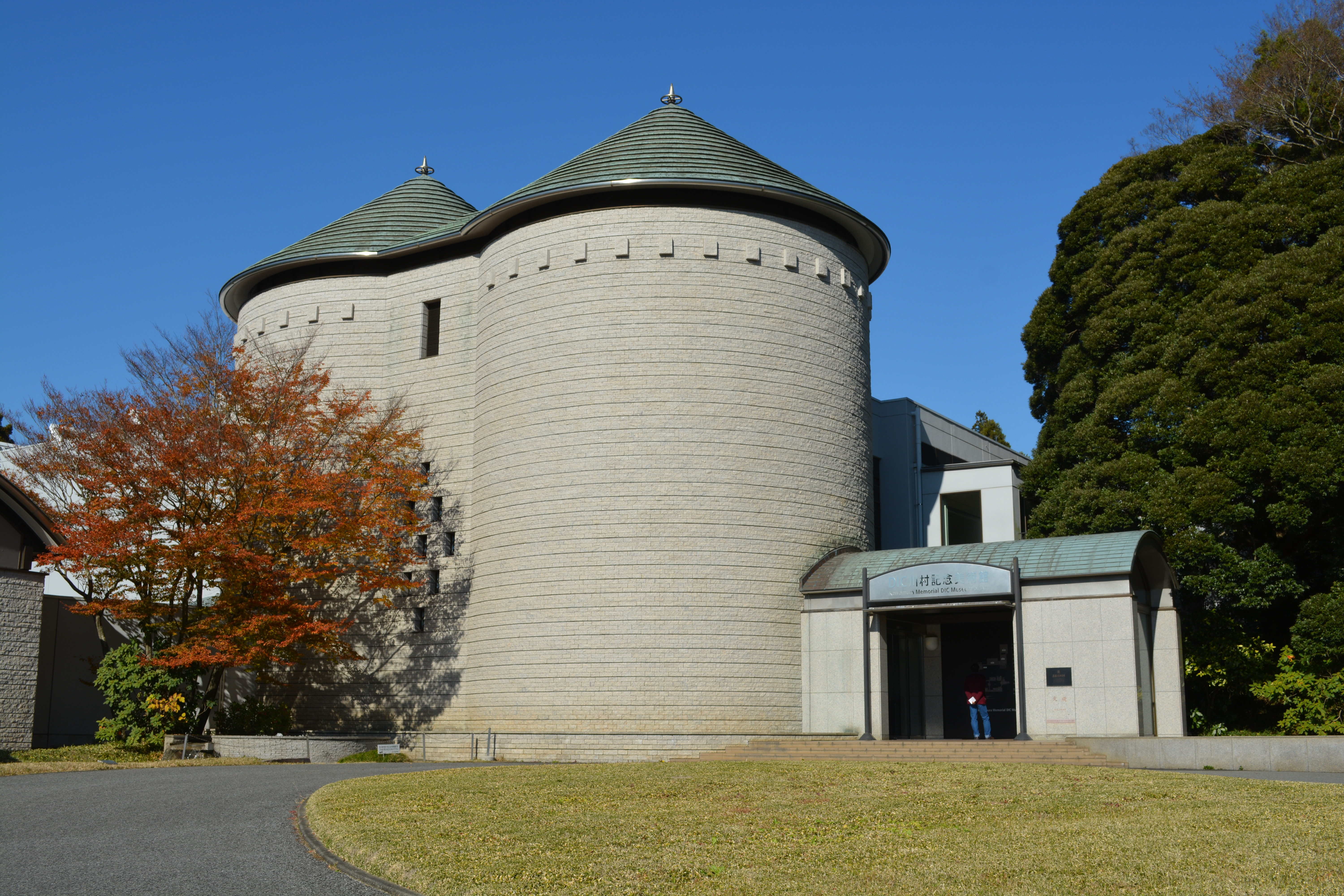
Kawamura Memorial DIC Museum of Art à Sakura